# Kowboje z przypadku
Kowboje z przypadku (chorw. Kauboji) – chorwacki film fabularny z roku 2013 w reżyserii Tomislava Mršicia, na motywach sztuki Sašy Anočicia, pod tym samym tytułem. W 2015 film został oficjalnym chorwackim kandydatem do rywalizacji o 87. rozdanie Oscara w kategorii filmu nieanglojęzycznego.. Premiera filmu odbyła się na Festiwalu Filmowym w Puli.

## Opis fabuły
Debiut reżyserski Tomislava Mršicia. Film powstał na podstawie sztuki teatralnej. Akcja filmu rozgrywa się w małym miasteczku przemysłowym. Aby ocalić chylący się ku upadkowi teatr, reżyser organizuje przesłuchanie do nowej sztuki. Spośród chętnych do wystąpienia na scenie wybiera ośmiu nieudaczników, którzy mają zagrać spektakl, zrywając z podstawowymi zasadami dotyczącymi sztuki aktorskiej.

## Obsada
- Saša Anočić jako Saša Anloković
- Živko Anočić jako Domagoj Strbac
- Matija Antolić jako Juraj Krmpotić
- Hrvoje Barišić jako Javor Borovec
- Ana Begić jako siostra Sašy
- Nikša Butijer jako urzędnik pocztowy
- Nina Erak-Svrtan jako matka Javora
- Kruno Klobučar jako Bruno Marić
- Ivana Rushaidat jako Marica Krmpotić
- Rakan Rushaidat jako Miodrag P. Osmanović
- Radovan Ruždjak jako Ivan Horvat

## Nagrody
- 2013: Festiwal Filmowy w Puli - nagroda publiczności
- 2014: Maverick Movie Awards - nagroda dla najlepszego filmu fabularnego